# Блашка, Джетт
Джетт Блашка (англ. Jett Blaschka; род. 16 сентября 1999, Расин, Висконсин) — виргинский футболист, защитник гибралтарского клуба «Манчестер 62» и сборной Американских Виргинских Островов.

## Биография

### Клубная карьера
Воспитанник команд Милуоки Бавариан и Монтверде Академи. Был частью студенческой команды Маркетт Голден Иглз, представляющей Маркеттский университет, однако ни одного матча за команду не сыграл. Карьеру в большом футболе начинал в клубе Питтсбург Сити Юнайтед в лиге UPSL. Летом 2022 года перешёл в европейский клуб из чемпионата Гибралтара «Манчестер 62».

### Карьера в сборной
В 2018 году был капитаном молодёжной сборной на чемпионате КОНКАКАФ. За основную сборную дебютировал 12 октября того же года в матче отборочного турнира Лиги наций КОНКАКАФ со сборной Кюрасао.